# Grande tempête de 1703
 (janvier 2020).
La grande tempête de 1703 est une tempête qui toucha l'ouest de la Bretagne, le sud de l'Angleterre, la Belgique, les Pays-Bas et l'Allemagne. En Angleterre les vents violents ont fait s'effondrer 2 000 cheminées à Londres, endommagé la région de New Forest, qui a perdu 4 000 chênes. Les vagues détruisirent entre autres le premier phare d'Eddystone au large de Plymouth et des navires furent détournés à des centaines de kilomètres de distance, plus de 1 000 marins sont morts ainsi sur le Banc de Goodwin lors de naufrages.

## Évolution météorologique
Une dépression se forme en mer d’Irlande et traverse rapidement le nord-ouest de l’Europe.
Même si les relevés de pressions sont rares à l'époque, une valeur de 973 millibars est mesurée par William Derham dans l’Essex du Sud. Le minimum de pression étant passé plus au Nord, on peut raisonnablement penser que la pression était encore plus basse. La tempête se dissipe le 9 décembre sur la Scandinavie.
Une réanalyse météorologique moderne de Météo-France montra qu'un anticyclone dominait la Scandinavie au début de décembre 1703 lorsqu'une dépression se forma en mer d'Irlande et traversa rapidement le nord-ouest de l’Europe avant de se dissiper le 9 décembre sur la Scandinavie. Les valeurs de pressions relevées sont rares, mais un observateur contemporain, William Derham, a enregistré une pression atmosphérique minimale de 973 hPa dans le sud d'Essex mais il fut suggéré qu'elle a pu atteindre 950 hPa sur les Midlands, le centre de pression passant plus au nord dans cette région,.  Le corridor de dommages s'étendit du sud de l'Angleterre vers le nord-est vers l'Allemagne.
Risk Management Solutions compara les effets avec ceux des tempêtes de 1987 et de la fin décembre 1999 sur des bâtiments et structures comparables (tels que des églises médiévales, des granges du XVIIe siècle, des maisons et des arbres).  L'étude montra ainsi que le long d'un corridor de 20 à 30 kilomètres de largeur et s'étendant entre Londres et Bristol, certains vents atteignirent 50 mètres par seconde (180 km/h) et ceux de 40 mètres par seconde (144 km/h) s'étendaient sur une largeur d'environ 180 kilomètres, près du double de la largeur équivalente de la tempête de 1987 et de la tempête Lothar de 1999. Ceci suggéra que ses effets étaient équivalents à un ouragan de catégorie 2 dans l'échelle de Saffir-Simpson bien qu'il s'agisse d'une dépression non tropicale des latitudes moyennes.
Ces bandes de vents extrêmes sont en fait typiques d'un très intense cyclone extratropical de type explosif, avec une intensification très rapide associée à un fort courant-jet en altitude. La présence d'un courant-jet d'occlusion à bas niveau est aussi suggérée par l'étude en raison des observations d'un témoin à Bruton dans le Somerset qui mentionna que « le vent n'est pas venu graduellement, mais dans plusieurs rafales dont j'ai pu voir les effets en me promenant à cheval... sur un demi-kilomètre, je ne pouvais voir un arbre ou une maison touchés, puis je pouvais voir plus loin des arbres abattus et toutes les maisons brisées. J'ai remarqué que cela se reproduisait dans tout le pays le long d'un corridor ».

## Impact
De 8 000 à 15 000 vies furent perdues dans l'ensemble avec la tempête.
Au Royaume-Uni, environ 2 000 cheminées furent renversées rien qu'à Londres. La toiture de plomb de l'abbaye de Westminster fut soufflée et la reine Anne a dû s'abriter dans une cave du Palais Saint James pour se protéger de l'effondrement des cheminées et d'une partie du toit. Sur la Tamise, quelque 700 navires furent projetés les uns contre les autres dans le Pool of London, la section en aval du pont de Londres. Le HMS Vanguard fut détruit à Chatham. L'HMS Association de l'amiral Sir Cloudesley Shovell fut soufflé de Harwich vers Gothenburg en Suède avant de pouvoir revenir en Angleterre. Les pinacles au sommet de la King's College Chapel de Cambridge furent emportés par les vents. Il y a eu des inondations généralisées dans le West Country, en particulier autour de Bristol. Des centaines de personnes se sont noyées dans les inondations dans la plaine de Somerset Levels ainsi que des milliers de moutons et autres animaux domestiques, et un navire s'est retrouvé à 24 kilomètres à l'intérieur des terres. À Wells, l'évêque Richard Kidder et sa femme furent tués par l'effondrement de deux cheminées du palais épiscopal, alors qu'ils étaient endormis dans leur lit. Cette même tempête a soufflé une partie de la grande fenêtre ouest de la cathédrale Saint-André de Wells et la tour sud-ouest de la cathédrale de Llandaff à Cardiff au Pays de Galles a subi des dommages majeurs. Le premier phare d'Eddystone au large de Plymouth fut détruit le 7 décembre 1703, et ses six occupants furent tués, dont son constructeur Henry Winstanley. Un navire ayant rompu ses amarres dans la rivière Helford, en Cornouailles, dériva sur 320 km avant de s'échouer huit heures plus tard à l'île de Wight. Environ 4 000 chênes furent déracinés dans la New Forest. Des vents allant jusqu'à 130 km/h ont détruit plus de 400 moulins à vent.
En mer, de nombreux navires furent détruits, dont quelques-uns revenant d'aider l'archiduc Charles, prétendant au trône d'Espagne, à combattre les Français durant la Guerre de Succession d'Espagne. Le HMS Stirling Castle, le HMS Northumberland, le HMS Mary et le HMS Restoration firent ainsi naufrage sur le banc de Goodwin et environ 1 500 marins y perdirent la vie. Trente vaisseaux d'un convoi de 130 navires marchands furent coulés par la tempête dans le port de Milford Haven. Le convoi comportait également leur escorte de navires de ligne : le Dauphin, le Cumberland, le Coventry, le Looe, le Hastings et le Hector.
En Bretagne, la tempête causa la chute de plusieurs clochers, des destructions de bâtiments et un raz de marée à l'île de Sein.
En Allemagne, le 8 décembre, des milliers d'arbres furent arrachés dans la vallée de l'Oder, des clochers furent renversés comme la flèche de Saint-Lambert à Lunebourg et la tour de l'église Saint-Nicolas à Wismar.
Aux Pays-Bas, la côte de la Frise du nord fut frappée par une onde de tempête. Un capitaine de Zélande écrivit dans une lettre à l'Amirauté que la tempête était sans précédent et que la flotte hollandaise fut touchée.

### Témoignages
D'après un article du Courrier du Finistère paru le 11 février 1928 :
Ce 16 de l’an 1703, environ le soleil levant, un mardy, le plus horrible coup de tonnerre qu’on ai jamais ouy jetta la tour sur toutte l’église de Pouldreuzic qui la ruina toutte. La tour de Plozevet fut aussi jetée par terre, le lundy auparavant, par un gros vent le 15 de l’an 1703.
D'après le site infoBRETAGNE.com :
Le dimanche 21 janvier 1703, le "Général de paroisse" se réunit dans la sacristie de l'église Matrice de Saint-Guinolay du bourg parochial de Batz pour étudier la manière de réparer les dégâts de la tourmente qui s'était élevée dans la nuit du 15 au 16, et avait sévi toute la matinée du lendemain enlevant "partie des couvertures, tant de cette église Saint-Guinolay, N.D. du Mûrier, Saint-Laurent, Saint-Michel ; que des églises N.D. de Pitié de la ville du Croisic, Saint-Yves, Saint-Goustan...." brisant aussi "la plus grande partie des vitres desdites églises et chapelles de cette paroisse, de sorte que l'on n'y put tenir de luminaire allumé pour le sacrifice de la Sainte-Messe".
La Normandie fut également touchée, puisque d'après Philippe Bonnet :
Le 15 janvier 1703, une violente tempête renversa l'ancienne église qui était « de fort grande étendue » (*) — en fait, elle ne mesurait que 41 m de long— et probablement de plan bernardin, n'épargnant que le sanctuaire et le bras sud du transept dont les voûtes avaient résisté. Les bas-côtés avait été voûtés quinze mois avant la catastrophe, alors que le vaisseau central était couvert d'un simple lambris en berceau. Un devis des réparations fut aussitôt dressé : celles-ci se montaient à 28 090 livres, des- quelles il fallait déduire les 5 000 livres provenant des matériaux de récupération.

## Réactions
Sans précédent dans sa férocité et sa durée, la Grande tempête de 1703 fut généralement pour les témoins un message de la colère de Dieu en punition des « péchés de cette nation ». Le gouvernement déclara le jeudi 9 janvier 1704 un jour de jeûne « rappelant la plus profonde et la plus solennelle humiliation de notre peuple ». Cet évènement reste un thème fréquent dans les sermons du XIXe siècle.
La Grande Tempête a également coïncidé avec le développement du journalisme britannique, et fut le premier événement météorologique à être une nouvelle à l'échelle nationale. Des brochures spéciales furent produites, détaillant les dégâts matériels et des récits relatifs aux victimes. Daniel Defoe, dans son livre The Storm (juillet 1704), décrit « la tempête qui a détruit les bois et les forêts dans toute l'Angleterre ». Il écrit : « Aucune plume ne peut la décrire, ni la langue l'exprimer, ni la pensée ne la concevoir que par son extrême effet ». Les villes côtières telles que Portsmouth « semblaient comme saccagées par un ennemi qui les aurait misérablement déchiquetées ».
Defoe rapporte que le vent détruisit quatre cents moulins, faisant parfois tourner si vite leurs ailes que la friction des roues en bois les faisait surchauffer et prendre feu. Il pense que la destruction de la flotte royale est une punition pour sa mauvaise performance contre les armées catholiques de France et d'Espagne pendant la première année de la Guerre de Succession d'Espagne.